# آدالبر پولوک
آدالبر پولوک (انگلیسی: Adalbert Püllöck؛ ۶ ژانویه ۱۹۰۷ – ۷ دسامبر ۱۹۷۷) بازیکن فوتبال اهل رومانی بود.
وی همچنین در تیم ملی فوتبال رومانی بازی کرده‌است.